# Paradrymonia macrophylla
Paradrymonia macrophylla är en tvåhjärtbladig växtart som beskrevs av Wiehler. Paradrymonia macrophylla ingår i släktet Paradrymonia och familjen Gesneriaceae. Inga underarter finns listade i Catalogue of Life.